# 더블린 대학교
더블린 대학교(영어: University of Dublin)은 더블린에 있는 대학교로 단과대학은 트리니티 칼리지 뿐이다. 이 대학을 관할하는 선거구의 이름은 더블린 대학교(Dublin University)이다.